# Zigzag udači
Zigzag udači (Зигзаг удачи) è un film del 1968 diretto da Ėl'dar Aleksandrovič Rjazanov.